# Cephaloleia leucoxantha
Cephaloleia leucoxantha es un coleóptero de la familia Chrysomelidae.
Fue descrita científicamente en 1885 por Baly.